# Synpelurga
Synpelurga is een geslacht van vlinders van de familie spanners (Geometridae), uit de onderfamilie Larentiinae.

## Soorten
- S. corralensis Butler, 1882
- S. innocens (Warren, 1902)